# Jean Prouvé
Jean Prouvé (Parijs, 8 april 1901 – Nancy, 23 maart 1984) was een Frans autodidactisch architect, en meubel- en industrieel ontwerper. Hij paste productietechnologie toe in de architectuur, zonder esthetische kwaliteiten verloren te laten gaan. Zijn ontwerpkwaliteiten bleven niet beperkt tot een discipline, maar bracht hij tot uiting in architectonisch, industrieel, constructie- en meubelontwerp.

## Levensloop

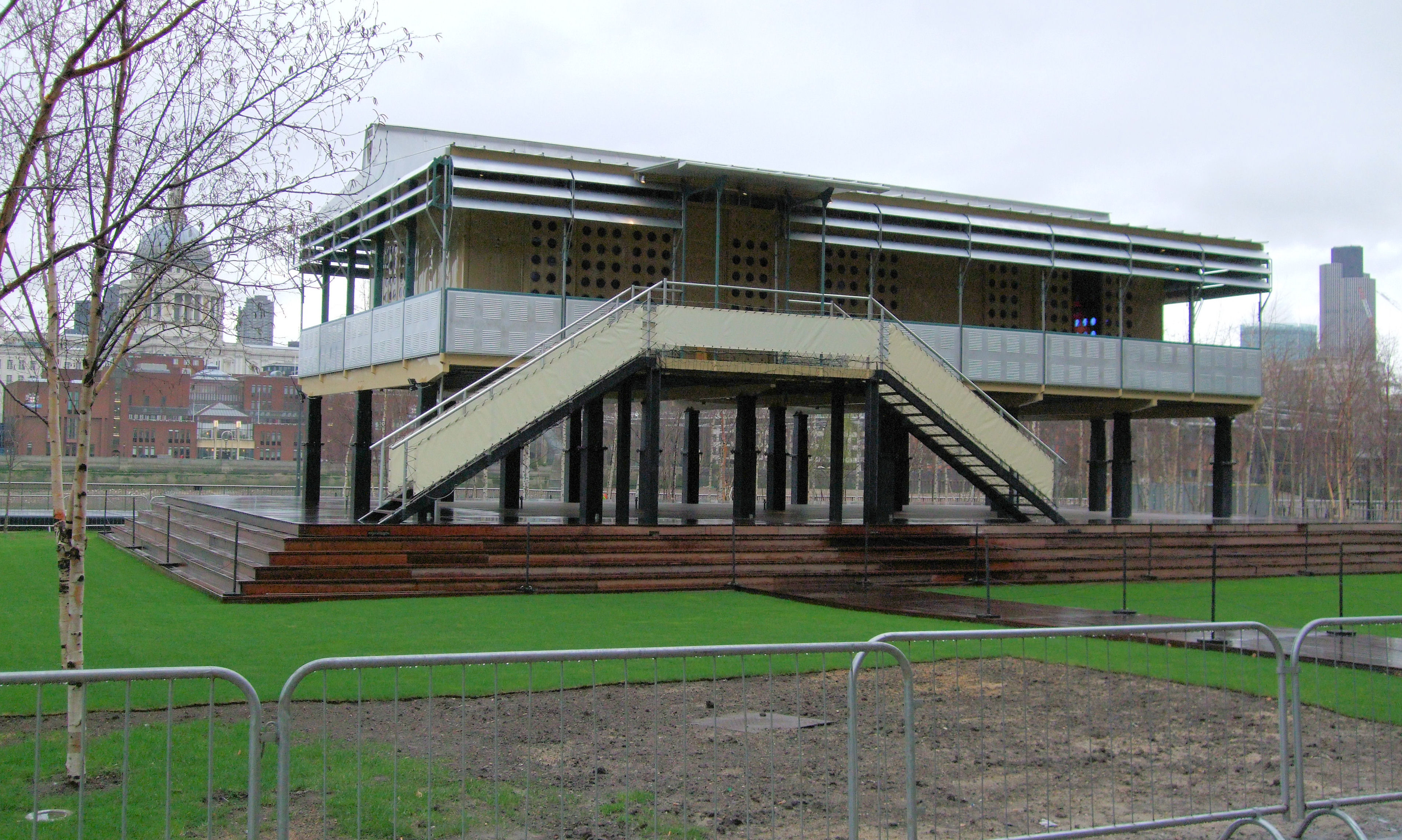
La Maison Tropicale

Prouvé groeide op in Nancy, omgeven door de idealen en geestdrift van de l'École de Nancy, een kunstcollectief waar zijn vader, Victor Prouvé, bij aangesloten was en dat was opgericht om toegankelijke kunst voort te brengen. Het stelde zich tot doel om met kunst een verbinding te maken met de industrie en daarnaast met sociaal bewustzijn. Prouvé leerde eerst voor smid bij Émile Robert en volgde daarna metaalworkshops van Adalbert Szabo.
In 1923 begon hij zijn eigen atelier in Nancy. Hij smeedde lampen, kandelaars en leuningen, en begon in deze tijd met het ontwerpen van meubilair. In 1929 kreeg hij zijn eerste patent toegekend voor een ontwerp van deuren uit staalplaat. In 1930 was hij een van de oprichters van de Union des artistes modernes die de leus voerde: We houden van logica, balans en puurheid.
In 1931 opende hij het Ateliers Jean Prouvé en startte hij de samenwerking met de architecten Eugène Beaudoin en Marcel Lods in projecten als het Maison du Peuple in Clichy, een luchtmachtclub en een legerkamp. Daarnaast werkte hij met Charlotte Perriand en Pierre Jeanneret aan een verscheidenheid van meubelontwerpen.
Tijdens de Tweede Wereldoorlog hield hij zijn Ateliers in bedrijf door de productie van allesbranders, met de naam "Pyrobal", en fietsen. Dankzij zijn betrokkenheid in het Franse verzet werd hij de eerste maanden sinds de bevrijding benoemd tot burgemeester van Nancy. Van het ministerie van wederopbouw kreeg hij een opdracht voor de massaproductie van huizen voor vluchtelingen.
In 1947 zette hij de fabriek Maxéville op met 200 medewerkers in de productie van meubels. In dit bedrijf nam Aluminium Française vijf jaar later een meerderheidsbelang. Meubels bleven zijn bijzondere aandacht houden tijdens zijn leven, waarbij hij zich niet alleen op een functioneel en esthetisch eindproduct richtte, maar ook op de betaalbaarheid ervan. Een van zijn modellen dat decennia geliefd is gebleven, is de Fauteuil de Grand Repos, een model dat zelfs begin 21e eeuw nog in productie is.
Op architectonisch gebied deed hij uitgebreid onderzoek naar het gebruik van aluminium. Op basis hiervan bouwde hij industriële gebouwen en zond hij honderden aluminiumloodsen naar Afrika.
In 1957 bouwde hij de Medische Faculteit in Rotterdam, het expositiecentrum in Grenoble en de façade van de luchthaventerminal van Orly. In 1958 werkte hij mee aan het ontwerp van La maison du Sahara, een modern prototype van een huis dat gebouwd werd voor extreme klimatologische omstandigheden, en werd in La Défense het CNIT opgeleverd, waarvoor hij de staalconstructies had ontworpen. Tussen 1952 en 1962 werkte hij met Jean Dimitrijevic aan het Musée d'Art moderne André Malraux in Le Havre.
Omdat Prouvé zelf geen studie in architectuur had gevolgd, moest hij vaak samenwerking zoeken of als adviseur werken. Hoewel hij autodidact was verwierf Prouvé zich niettemin een vaste plaats in de architectonische wereld en hij werd een voorbeeld voor meerdere bekende architecten, zoals Renzo Piano, Jean Nouvel en Norman Foster. In 1971 werd hij zelfs benoemd tot juryvoorzitter van de competitie van het Centre Georges Pompidou, wat vanwege zijn ongeschoolde status internationaal voor ophef zorgde.

## Erkenning
- 1944: Overgangsburgemeester van Nancy
- 1950: Ridder in het Legioen van Eer.
- 1981: Erasmusprijs
- 1982: Grote architectuurprijs van de stad Parijs
- 1962: Reynolds-prijs voor zijn ontwerp van het kunstmuseum van Le Havre
- 1980: Eregast tijdens Biënnale Interieur (Kortrijk)

## Werk

### Architectuur

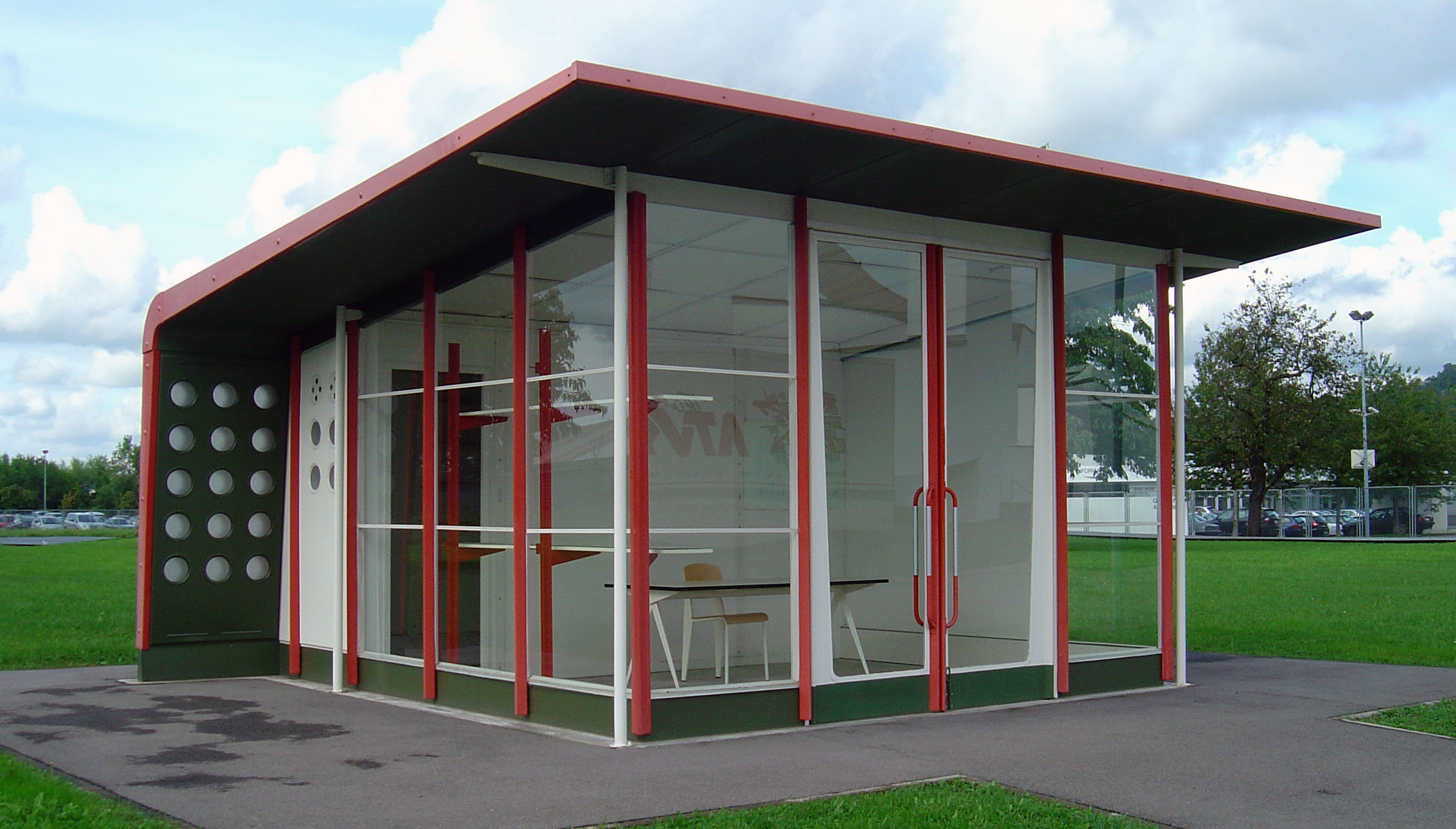
Prefab-tankstation van Jean Prouvé

- 1927: Ingangsdeur van de Villa Reifenberg, Parijs (architect: Robert Mallet-Stevens)
- 1935: Vliegclub Roland Garros, Buc (architect: Marcel Lods)
- 1935-39: Volkshuis, Clichy (Eugené Beaudonin en Marcel Lods)
- 1948: Ontwikkeling van het systeem Coque
- 1948-51: Meridiaanzaal voor het Observatorium van Parijs (architect: André Rémondet)
- 1950: Zaagdaken voor de drukkerij Mame, Tours
- 1951: Façade van het beurspaleis in Rijsel (architect: Paul Herbé en Maurice Louis Gauthier)
- 1953-54: Façade van het woonhuis aan de Square Mozart, Parijs (architect: Lionel Mirabeau)
- 1954: Huis Prouvé, Nancy, paviljoen voor het eeuwfeest van Aluminium Française, Parijs
- 1956: Drinkzaal in Évian
- 1967: Façade van Tour Nobel, La Défense, Parijs (architecten: Jean de Mailly en Jaques Depussé)
- 1968: Tankstation voor de firma Total, beurshal, Grenoble (architect: Claude Prouvé)
- 1975: Klokkenstoel van de Notre Dame du Haut, Ronchamp (Franche-Comté)

### Meubelontwerp

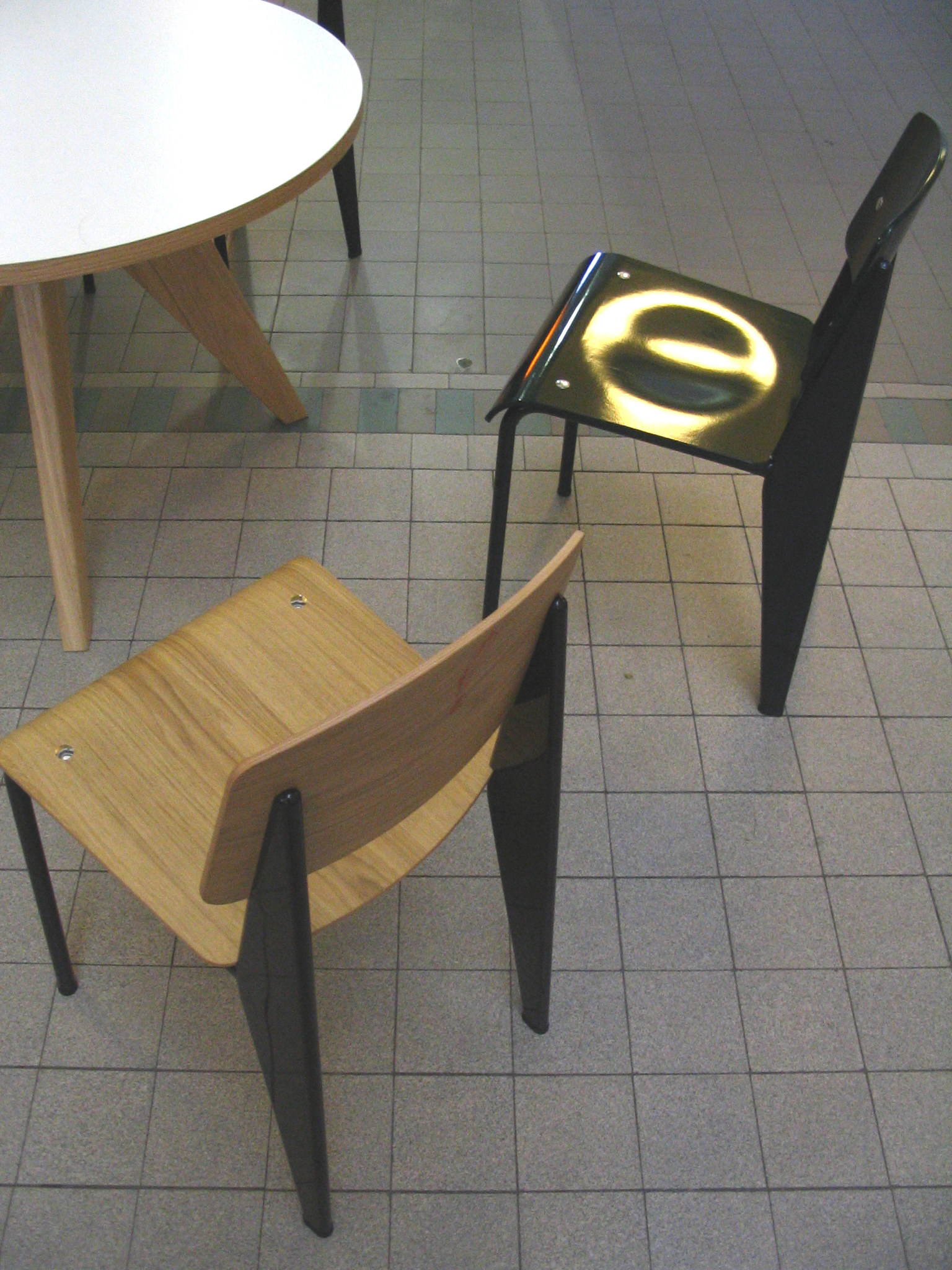
Stoelen van Jean Prouvé

- 1931: Meubels voor de universiteit van Nancy (onder meer de armleunstoel Cité)
- 1934: Stoelk Standard No 4
- 1936: Stoeltafel met twee stoelen
- 1945: De chaise-longue Lit Flavigny
- 1948: Stoel Standard
- 1948: Fauteuil Kangourou
- 1949: Tafel Compas
- 1950: Tafels Gueridon en Granito en lamp Potence
- 1951: Kruk Tabbouret No. 307
- 1952: Tafel Trapez
- 1953: Aanrecht Bahut
- 1954: Stoelen voor de universiteit van Antony

Een grote verzameling Prouvé-meubelen is te zien in het Vitra Design Museum in Weil am Rhein, Baden-Württemberg.

## Film
- (de)  (fr)  Copans, Richard & Stan Neumann (2004) La maison de Jean Prouvé / Das Wohnhaus des Jean Prouvé[dode link], documentaire, ARTE

- Bibsys: 90754011
- Biblioteca Nacional de España: XX1582666
- Bibliothèque nationale de France: cb11920717x (data)
- Catàleg d'autoritats de noms i títols de Catalunya: 981058521318206706
- CiNii: DA03679638
- Gemeinsame Normdatei: 118742043
- International Standard Name Identifier: 0000 0001 0862 4625
- Library of Congress Control Number: n82052451
- Nationale Bibliotheek van Letland: 000209986
- Bibliotheek van het Japanse parlement: 00879007
- Nationale Bibliotheek van Tsjechië: xx0030205
- Nationale bibliotheek van Australië: 35435008
- Nationale Bibliotheek van Israël: 987007423863205171
- Nationale en Universitaire bibliotheek Zagreb: 000465135
- Nederlandse Thesaurus van Auteursnamen: 067836119
- Réseau des bibliothèques de Suisse occidentale: 02-A003714622
- RKD-Nederlands Instituut voor Kunstgeschiedenis: 217411
- Istituto Centrale per il Catalogo Unico: VEAV029852
- SNAC: w6kf1jk6
- Système universitaire de documentation: 027083926
- Trove: 951771
- Union List of Artist Names: 500115727
- Virtual International Authority File: 2475783
- WorldCat: E39PBJbCTBHByQWVv364YkRdwC